# チャップ・スティック,チャップド・リップス,アンド・シングス・ライク・ケミストリー
チャップ・スティック,チャップド・リップス,アンド・シングス・ライク・ケミストリー（英題:Chap Stick, Chapped Lips, and Things Like Chemistry）は、アメリカ合衆国のロックバンド、リライアントKの2003年のシングル。同年にリリースされたアルバム、「トゥー・レフツ・ドント・メイク・ア・ライト…バット・スリー・ドゥ (Two Lefts Don't Make a Right...but Three Do) 」からの楽曲である。